# Culture de Poverty Point
La culture de Poverty Point est une culture archéologique correspondant à un ancien groupe amérindien précolombien qui habitait, entre environ 2 200 et 700 ans av. J.-C., la zone du Mississippi inférieur et la côte environnante du golfe du Mexique.
Les archéologues ont identifié plus d'une centaine de sites archéologiques appartenant à cette culture Mound Builders. Ils ont également formé un vaste réseau d'échange à travers la partie Est du continent nord-américain.

## Chronologie
Le plus ancien complexe de tumulus connu et daté en Amérique du Nord est celui de Watson Brake, à Ouachita Parish, en Louisiane. Ce site, un ensemble de 11 tumuli, est bâti aux alentours de 3 500 av. J.-C.. La culture de Poverty Point apparaît ensuite vers 2 200 av. J.-C., vers la fin de la période archaïque, et semble connaître son apogée vers 1 500 avant notre ère.
C'est à ce moment que prend place la fondation du site archéologique de Poverty Point, qui a donné son nom à la culture associée. D'autres sites connaissent également une occupation importante à cette époque, des sites tels que celui de Jaketown, près de Belzoni, dans l'État du Mississippi.
La culture de Poverty Point disparaît vers 700 av. J.-C. Elle est suivie par la culture Tchefuncte, ainsi que par celle du lac Cormorant, deux cultures archéologiques qui ouvrent la période sylvicole dans la région du Mississippi et de son delta.